# ブルース・コバーン
ブルース・コバーン（Bruce Cockburn、OC、[ˈkoʊbərn]、1945年5月27日 - ）は、カナダのシンガーソングライターかつギタリスト。彼の曲のスタイルはフォークからジャズ風のロックまで幅広く、歌詞も人権、環境問題、政治、宗教などの幅広い範囲をカバーしている。
コバーンは40年以上にわたるキャリアの中で、34枚のアルバムに350曲以上の曲を書き、その中で22枚がカナダでゴールドないしプラチナ認証を受け、カナダ国内だけで100万枚以上のアルバムを売り上げている。2014年、コバーンは回顧録『Rumours of Glory』を出版した。2016年にはアルバム『クリスマス』がカナダでの60万枚の売り上げで6枚目のプラチナ・ディスクとなった。

## 生い立ちと教育
コバーンは1945年にオンタリオ州オタワで生まれ、しばらくの間ケベック州チェルシー近くの祖父の農場で過ごしたが、10代の頃はオタワ郊外のウェストボロで育った。父親のダグ・コバーン (Doug Cockburn)は放射線医で、当時のオタワ市民病院のX線診断の責任者になっていた。コバーンはインタビューの中で最初のギターは1959年ごろに祖母の家の屋根裏で見つけたもので、金色の星の模様がついており、ラジオからのヒット曲にあわせて演奏していたと述べている。このギターは、コバーンの最初のギター教師であるハンク・シムズに使い物にならないと宣言されたことで、両親が買い与えたフラットワウンド弦とDeArmondのピックアップを備えた、Kayのアーチトップギターに置き換えられた。
その後、コバーンは彼と家族が参列していたウェストボロ合同教会のオルガン奏者のピーター・ホールにピアノと音楽理論を学んだ。コバーンはジャズを聴くようになり、作曲を学びたいと望んでいた。ホールは友人のボブ・ランブルと共にコバーンを勇気づけ、長い時間をホールの家でジャズを聴いて議論するために過ごした。
コバーンはネピアン高校に通学し、1964年の卒業アルバムには「ミュージシャンになる」という希望が述べられている。当時のネピアンの音楽教師だったロナルド・E.J.・ミルン（en:Ronald E.J. Milne）は1988年にコバーンは音楽を履修しなかったが、ギターを弾く姿が目撃されていたと語った。卒業後、コバーンは船でヨーロッパに渡り、パリで路上演奏を行っていた。
コバーンはボストンにあるバークリー音楽学校に入学し、1964年から1966年の3年間ジャズの作曲などを学んだ。1966年に音楽学校を中退し、オタワのバンド The Children に参加したが、1年ほどでバンドは解散した。

## キャリア

### 初期のキャリア
1967年の前半にコバーンは The Esquires の最終編成に参加した。その年の夏に Bobby Kris & The Imperials の元メンバーのマーティー・フィッシャーとゴードン・マクベイン、それに元 The Tripp のニール・リリーとともに The Flying Circus を結成するためにトロントに引っ越した。グループは1968年にバンド名を Olivus に変更する前の1967年後半に数曲を録音し（これらは未発表のまま）、バンド名変更の時点でリリー（ニール・メリーウェザーに改名）は Livingstone's Journey のデニス・ペンドリスと交代した。Olivusは1968年4月にジミ・ヘンドリックス・エクスペリエンスおよびクリームの前座をつとめた。その年の夏にコバーンはソロ活動に移行するためにバンドを解散したが、デヴィッド・ウィフェン、コリーン・ピーターソンおよびThe Children で共に活動することになるリチャード・パターソンらと共に 3's a Crowd に参加した。コバーンは1969年の春に 3's a Crowd を脱退し、ソロでのキャリアを歩み始めた。
コバーンの最初のソロでの出演は1967年のマリポサ・フォーク・フェスティヴァルで、1969年にはメインの出演者となっていた。1970年にセルフタイトルのソロ・アルバムをリリースした。シングル「Going to the Country」がRPMのトップ50カナディアン・チャートにチャートインした。
コバーンのギター演奏と曲作りは熱狂的な追随者を勝ち取った。初期の作品には田園や海のイメージと、聖書の比喩を特徴としていた。不可知論者として育ったが、キャリアの初期にキリスト教徒になっていた。1970年代の多くのアルバムではキリスト教的主題に言及しており、それが人権と環境問題への懸念へと転じることになった。キリスト教への言及には20世紀のキリスト教詩人チャールズ・ウィリアムズの聖杯のイメージと、神学者ハーヴィ・コックスのアイデアが含まれている。
1970年にコバーンは音楽出版社ゴールデン・マウンテン・ミュージックのバーニー・フィンケルスタインのパートナーとなった。1971年から73年の3年連続で最優秀カナダ人フォークシンガー部門でジュノー賞を受賞した。1974年のジュノー賞でも最優秀カナダ人フォークシンガー部門と最優秀男性歌手部門でノミネートされた。
カナダでは人気が出てきたが、1979年にアルバム『ドラゴンズ・ジョーズ』を出すまでは合衆国ではぱっとしなかった。アルバムからの1枚目のシングル「Wondering Where the Lions Are」は、合衆国ではビルボード・ホット100チャートで1980年6月に21位に達し、コバーンのNBCのテレビ番組『サタデー・ナイト・ライブ』出演につながった。コバーンのレーベルである True North Record は Recordi Records とイタリアでの配給契約を結んだ。

### 1980年代と1990年代
1980年代を通して、コバーンの曲作りは進歩的な理念に深く関わるようになるにつれて、より都会的で、グローバルで、そして政治的になっていった。彼の政治的な関心は最初に『ヒューマンズ』『Inner City Front』『The Trouble with Normal』などのアルバム中でほのめかされた。それは1984年に、アルバム『スティーリング・ファイヤー』からの彼の2曲目の米国でのラジオ・ヒット「If I Had a Rocket Launcher」（米国で88位）で明白になった。この曲は1年前に、グアテマラ軍のヘリコプターが越境攻撃したメキシコにあるグアテマラ難民キャンプを訪れた後に書かれた。コバーンの政治活動は現在も続いている。国際主義的な傾向はレゲエやラテン音楽など多くのワールド・ミュージックからの彼の音楽への影響に反映されている。
1991年にイントレピッド・レコードはコバーンの曲「Lovers in a Dangerous Time」の歌詞からタイトルを取った、コバーン・トリビュート・アルバム『Kick at the Darkness』をリリースした。アルバムにはベアネイキッド・レディースによるこの曲のカバーが収録されており、これがバンドの初のトップ40ヒットとなり、初期の成功の一因となった。この曲の歌詞はU2のアルバム『魂の叫び』収録の曲「ゴッド・パートII」でも引用されている。1991年にはコバーンの曲のうちの3曲が「トロント・スター」紙による調査でトロント史上最高の曲としてリストアップされた。
1990年代の初頭、コバーンは『ひかり』および『矢』という2枚のアルバムでT・ボーン・バーネットとチームを組んだ。後者のアルバムにはコバーンとバーネットの親しい友人だったソングライターのマーク・ハードの死に触発された曲「Closer to the Light」が収録されている。コバーンは折に触れハードについて最もお気に入りのソングライターとして言及し、アルバムおよびセル・ビデオの『Strong Hand of Love』でハードに敬意を払った多くのアーティストの一人だった。

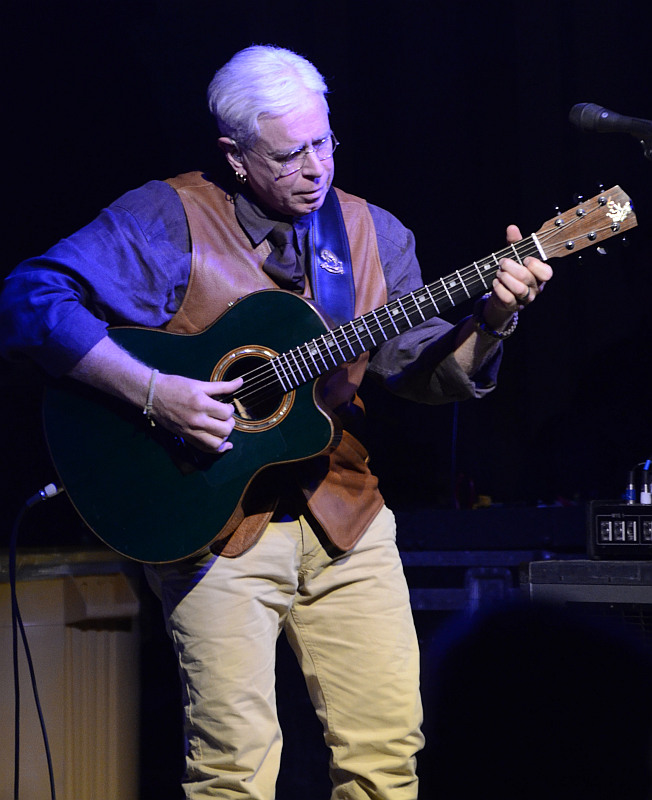
マーカム・ジャズ・フェスティヴァル2014のブルース・コバーン

### 2000年代
2001年にコバーンはアフガニスタン難民支援の基金設置する国連ドナー・アラート・アピールのための慈善活動の国境なき音楽コンサートの一環として、トロントのエア・カナダ・センターで演奏した。
2003年1月にコバーンはエミルー・ハリス、ジャクソン・ブラウン、サム・フィリップス、サラ・ハーマー、ヒュー・マーシュ、ジョネル・モッサー、ラリー・テイラー、スティーヴン・ホッジスから曲の提供を受けた21枚目のアルバム『ユーヴ・ネヴァー・シーン・エヴリシング』のレコーディングを完了した。
コバーンが以前に発表した楽曲のいくつかは『Resume』『Mummy Dust』『Waiting for a Miracle』といった数枚のアルバムに収集されている。初めてのグレイテスト・ヒッツ・アルバム 『Anything Anytime Anywhere: Singles 1979–2002』は、2002年に発売された。
コバーンは2005年7月2日にオンタリオ州バリーで開催されたLIVE 8コンサートで演奏した。新曲と、以前に発表した曲をインストゥルメンタルで演奏したコンピレーション・アルバム『Speechless』が2005年10月24日に発売された。22枚目のアルバム『Life Short Call Now』は、2006年7月8日に発売された。
人道活動資金の調達と意識向上に積極的に取り組んでいるカナダの上院議員であるロメオ・ダレール退役中将がコバーンとともにビクトリア大学のステージに立った。2008年10月4日、少年兵の窮状を救うためのコンサートが開かれた。
2009年にコバーンは兄弟のジョン・コバーン軍医大尉をアフガニスタンに訪ね、カナダ兵慰問のコンサートを開いた。1984年の曲「If I Had a Rocket Launcher」を演奏し、一時的に軍から本物のロケットランチャーを贈られた。コバーンはそもそものアフガニスタン侵攻の是非については確信が持てないが、現地でのカナダ軍の役割は支持していたと述べている。
コバーンは2011年にスタジオ・アルバム『Small Source of Comfort』をリリースした。アルバム『塩と太陽の時』収録の「Rouler sa bosse」を想起させる「Lois on the Autobahn」は、2010年に癌で他界した母親のロイスに捧げたものである。
2018年、コバーンのアルバム『Bone on Bone』がジュノー賞で最優秀コンテンポラリー・ルーツ・アルバムと呼ばれた。

## 行動主義
コバーンの曲作りはしばしば政治的であり、環境問題や先住民の福祉にへの関心を表明している。『Baker's Biographical Dictionary of Musicians』（ベイカー音楽家人名辞典）には「コバーンは常に仕事において率直な立場にたつ危険を冒し、人気に影響を与えかねない問題と道徳を引き受けた。フィル・オクス以来ほかにはこれほど政治的対場を明確にしたアーティストはいない」と記されている。コバーンは支援団体オックスファムに協力し、1983年に中央アメリカに旅し、地雷禁止国際キャンペーンに参加した。曲「Mines of Mozambique」(「モザンビークの地雷」、アルバム『ザ・チャリティ・オブ・ナイト』収録）は1995年にモザンビークを訪れて視察した経験が反映されている。コバーンはカナダのユニテリアン奉仕委員会に所属しており、1987年と2007年の2回、にチャリティでネパールを訪問した。
これらのテーマの曲としては中央アメリカの難民の窮状への怒りを示した「If I Had a Rocket Launcher」（「ロケットランチャーがあれば」、アルバム『スティーリング・ファイヤー』収録）、ブリティッシュコロンビア州のハイダ族の土地所有権主張についての「Stolen Land」（「盗まれた土地」、『Waiting for Miracle』収録）、コバーンの最も知られた曲の一つであり、アマゾンの森林破壊を非難する「If a Tree Falls」（「木が倒れたら」、『ビッグ・サーカムスタンス』収録）などがある

## ドキュメンタリーとサウンドトラック
コバーンはこども向けテレビ番組『Franklin』のテーマ曲を作り、演奏した。ヒュー・マーシュとともにビル・メイソンが監督したカナダ国立映画制作庁のドキュメンタリー映画『Waterwalker』（1984年）の音楽を作り、演奏した。また、コバーンはドナルド・シェビブ監督のイギリス系カナダ人の映画『Goin' Down the Road』（1970年）に2曲提供している。
1998年にコバーンは映画製作者のロバート・ラングと共に西アフリカのマリに旅し、グラミー賞受賞ブルース・ミュージシャンのアリ・ファルカ・トゥーレとコラの名人トゥマニ・ジャバテとジャムった。1か月にわたる旅はモントリオールで開催された Vues d'Afrique Film Festival （アフリカの景色映画祭）で最高のドキュメンタリーとして『Regard Canadien賞』を受賞した映画『River of Sand』にまとめられた。この映画はパリで開催された国際環境映画祭のコンペティションにも招待された。
2007年にコバーンの音楽はアーヴィン・ウェルシュのベストセラー小説『エクスタシー』の映画化作品で使用された。
コバーンの音楽、人生、政治についての珍しい見方を示したジョエル・ゴールドバーグ監督のドキュメンタリー映画『Bruce Cockburn Pacing the Cage』は2013年にテレビ放映され、すぐに劇場でも公開された。
2018年、コンピレーション・アルバム『The Al Purdy Songbook』に「3 Al Purdys」という曲を提供した。

## カバーとトリビュート
何組かのアーティストがコバーンの曲をカバーしている
- ベアネイキッド・レディース ("Lovers in a Dangerous Time")
- スティーヴ・ベル（英語版） (コバーンの曲でのアルバム My Dinner with Bruce)
- ジミー・バフェット ("Pacing the Cage", "Anything Anytime Anywhere", "All the Ways I Want You", "Life Short Call Now", "Wondering Where the Lions Are" (映画『フート（英語版）』)
- ジュディ・コリンズ ("Pacing the Cage")
- ロリ・カレン（英語版） ("Fall")
- ダン・フォーゲルバーグ ("Lovers in a Dangerous Time")
- フレイジー・フォード（英語版） ("Lovers in a Dangerous Time")
- ドノヴァン・フランケンレイター ("Wondering Where the Lions Are")
- ジョージ・ハミルトン4世（英語版） ("Together Alone")
- ジェリー・ガルシア・バンド ("Waiting for a Miracle")
- ダイアン・ヘザリントン（英語版）、アーニー・ディフランコ＆メアリー・コクラン（英語版） ("Mama Just Wants to Barrelhouse All Night Long")
- マイケル・ヘッジス ("Wondering Where the Lions Are")
- k.d.ラング ("One Day I Walk")
- アン・マレー ("One Day I Walk", "Musical Friends")
- ホリー・ニア（英語版） ("To Raise the Morning Star")
- マイケル・オキピンティ（英語版）とエドワード・ウィアー（英語版） (Creation Dream, an album containing jazz arrangements of Cockburn's songs)[30]
- ランキン・ファミリー（英語版） ("One Day I Walk")
- トム・ラッシュ ("One Day I Walk')
- ヴィジランティズ・オブ・ラヴ（英語版） ("Wondering Where the Lions Are")
- ホークスリー・ワークマン（英語版） ("The Coldest Night of the Year", "Silver Wheels")

## 受賞と表彰

### 1980年 – 2010年
コバーンは1982年にカナダ勲章のメンバーを授与され、2002年にオフィサーに昇格した。1998年、生涯にわたる芸術的功績に対して、実演芸術に対するカナダでの最高栄誉となる総督実演芸術賞を受賞した。
ジュノー賞を13回受賞し、2001年には、第30回ジュノー賞授与式においてカナダ音楽の殿堂入りをはたした。授賞式でのコバーンへのトリビュートにはU2のボノ、ジャクソン・ブラウン、カウボーイ・ジャンキーズ、マーゴ・ティミンズ、ミッドナイト・オイルのピーター・ギャレットの録音された証言が含まれている。同年、SOCANのフォーク/ルーツ賞を受賞した。
カナダ放送局協会は2002年10月22日にバンクーバーでコバーンをカナダ放送名誉の殿堂に登録した。2002年11月27日、カナダ放送協会の番組『Life and Times』にて「The Life and Times of Bruce Cockburn」と題したコバーンの特集が放送された。
2007年にコバーンはキャリアのなかで4番目、5番目、6番目となる3つの名誉博士号を授与された。5月上旬にはオンタリオ州キングストンのクイーンズ大学から名誉神学博士号を授与され、同月下旬には生涯にわたるカナダの音楽、文化、社会活動への貢献が評価されてニューファンドランドメモリアル大学から名誉文学博士号を授与された。その後、ブリティッシュコロンビア州ヴィトリアのビクトリア大学からも名誉博士号を与えられていた。それ以前にもトロントのヨーク大学、バークリー音楽大学、ニューブランズウィック州のセント・トーマス大学からも学位を送られていた。2009年にはマックマスター大学から名誉博士号を授与された。コバーンのもっとも最近の名誉博士号は2014年にローレンシアン大学から授与された。

### 2010年代
コバーンは2010年にアースデイ・カナダの「環境への卓越した取り組み賞」を、2012年にはエリザベス2世女王ダイヤモンド・ジュビリー・メダルを受賞した。2012年9月19日、トロントでの2012年SOCAN表彰でカナダ作曲家作家音楽出版者協会の生涯功労賞を受賞した。2017年2月15日、コバーンは国際フォーク同盟からカンサスで「民衆の声賞」を受賞した。2017年9月23日、コバーンはトロントのマッセイ・ホールでのセレモニーでカナダ・ソングライターの殿堂に列せられた。

## 機材
コバーンは長年の間にいくつもの会社や楽器製作者が作ったギターを演奏してきた。初期の多くの写真では、カナダの楽器メーカー、ジャン・ラリヴェ・ギター社のギターを弾くコバーンが見られる。アコーステック・ギターでのより高いフレットでの演奏しやすさに対するコバーンの要求はジャン・ラヴィエのCシリーズ・ギターへと結びついた。これらの革新的なアコースティック・ギターには、フラットトップ・アコーステックにはそれまで珍しかったカッタウェイが備えられている。コバーンはトロントのギター製作者でラヴィエの弟子のデヴィッド・レンのギターを少なくとも2本所有していたが、どちらも火事で焼失した。
近年、コバーンはカナダの楽器製作者で、もう1人のラヴィエの弟子のリンダ・マンツァーによるカスタム・メイドのギターを使用している。コバーンはナショナル・ギター社のリゾネーター・ギターやドブロのメタル・ボディのリゾネーター・ギターも演奏している。コバーンはしばしば1990年代初期の黒いシャーベルのサーフキャスターを演奏しており、1台はスタンダード・チューニング、もう1台はドロップDチューニングとしている。コバーンはオンタリオを拠点とする楽器製作者トニー・カロルによるバリトン・ギターも弾くようになっている。

## 私生活
コバーンは1969年から1980年までキティ・マコーレイと結婚しており、2人の間には娘のジェニー（1976年7月14日生）を得ている。
キティとともにスウェーデンで休暇を過ごしているときにコバーンは結婚生活による葛藤から生じた個人的な危機を経験した。救いを求めイエスに祈った。その時、結婚した時と同じように部屋の中にイエスを感じた。その日からイエスの信者となった。
2011年にコバーンは次女のイオナ（2011年11月21日生）が生まれて間も無く長年のガールフレンドのM.J.はネットと結婚した。
2014年の時点で、コバーンと家族はコバーンが回顧録を書いたサンフランシスコ地域に住んでいる。

## ディスコグラフィ

### スタジオ・アルバム
- 『ブルース・コバーン登場』 - Bruce Cockburn (1970年)
- 『雪の世界』 - High Winds, White Sky (1971年)
- 『サンホイール・ダンス』 - Sunwheel Dance (1972年)
- 『夜の幻想』 - Night Vision (1973年)
- 『塩と太陽の時』 - Salt, Sun and Time (1974年)
- 『喜びの世界』 - Joy Will Find a Way (1975年)
- In the Falling Dark (1976年)
- 『ファーザー・アドヴェンチャー』 - Further Adventures Of (1978年)
- 『ドラゴンズ・ジョーズ』 - Dancing in the Dragon's Jaws (1979年)
- 『ヒューマンズ』 - Humans (1980年)
- Inner City Front (1981年)
- The Trouble with Normal (1983年)
- 『スティーリング・ファイヤー』 - Stealing Fire (1984年)
- 『ワールド・オブ・ワンダーズ』 - World of Wonders (1986年)
- 『ビッグ・サーカムスタンス』 - Big Circumstance (1988年)
- 『ひかり』 - Nothing but a Burning Light (1991年)
- 『クリスマス』 - Christmas (1993年)
- 『矢』 - Dart to the Heart (1994年)
- 『ザ・チャリティ・オブ・ナイト』 - The Charity of Night (1997年)
- 『ブレックファスト・イン・ニューオリンズ、ディナー・イン・ティンバクトゥ』 - Breakfast in New Orleans, Dinner in Timbuktu (1999年)
- 『ユーヴ・ネヴァー・シーン・エヴリシング』 - You've Never Seen Everything (2003年)
- Speechless (2005年)
- Life Short Call Now (2006年)
- Small Source of Comfort (2011年)
- Bone on Bone (2017年)
- 『クロウィング・イグナイツ』 - Crowing Ignites (2019年)

## 参考資料
- Allen, Aaron S. (2013). “Bruce Cockburn: Canadian, Christian, Conservationist”. In Weglarz, Kristine; Pedelty, Mark. Political Rock. Ashgate Popular and Folk Music Series. Ashgate Publishing, Ltd.. ISBN 9781409446224
- Cockburn, Bruce (2014). Rumours of Glory. HarperCollins. ISBN 978-1-44342-072-3